# Муса бен Бик
Муса бен Бик (Муса бен Мбики, араб. موسى بن بيق) — арабский купец, ставший во второй половине XV века правителем острова, получившего впоследствии название Мозамбик.

## Первое упоминание
В 1498 году остров посетила португальская экспедиция под командованием Васко да Гамы. Португальцы дали острову название по имени его правителя. Позднее название было распространено на территорию всей страны.

## Память
Один из университетов Мапуту, открытый в 1998 году, назван в честь Мусы бен Бика.